# 李相侖
李相侖（1981年8月15日—）是一名韓國男演員，所屬社J-WIDE公司提供的漢語官方譯名為李尚允。

## 個人生活

### 學業
2000年進入首爾大學物理系就讀，但由于2003年开始的兵役以及演艺事业的缘故而反覆休學，至2013年才畢業。

### 感情生活
因出演《人生多美麗》與南相美結識，2011年成為戀人，但交往1年6個月後，於2012年12月初分手。
2016年5月3日，李相侖與After School成員U-IE被爆出正在交往。對此，雙方經紀公司均表示兩人的戀情屬實，望給予祝福。
2017年1月25日，U-IE所屬經紀公司Pledis娛樂相關負責人透過媒體傳達兩人因工作忙碌疏遠而分手的消息。

## 演藝經歷
2004年，李相侖在參加一次街頭公共服務工作時，被星探看中，開始接觸演藝圈。拍下第一個啤酒廣告。
2007年，李相侖出演了電影《色即是空2》與電視劇《空中情緣》，正式出道。出道後演藝活動不斷，導致李相侖學業開始延期。
2007年，在《愛也好恨也好》中，以配角出演的李相侖飾演喜歡女主角黃智英的專情男徐宇真一角，呈現了溫暖的形象。
2008年，一向呈現溫暖形象的李相侖通過2008年SBS電視劇《神的天秤》嘗試了演技轉變。飾演為了掩蓋自己的罪而利用深愛自己的女人，並漸漸變得冷血的卑劣人物“金優彬”一角。該劇因巧妙的故事展開和表現而獲得好評。 這是出道以來一直出演配角的李相侖，開始逐漸嘗試主要演員的第一部作品。
2008年11月，在MBC日日劇《愛你，別哭》中，李相侖飾演學習優秀、並且能力出眾，個性善良的“媽朋兒”一角“張炫佑”，並於2009年1月15日，首次登上2009年亞洲模特典禮開場舞台的《安德烈‧金 服裝秀》，並擔任主秀。
2009年，李相侖在電視劇《向大地頭球》中出演主要角色律師張承宇，為了女主而和球員展開了三角關係。
2010年，李相侖在MBC家庭劇《快樂我的家》裡飾演姜新宇一角：一個年輕衝動、充滿正義與真感情的29歲刑警。 李相侖憑藉該角色獲得了2010年MBC演技大賞的男子新人獎。
2010年，在SBS週末劇《人生多美麗》中，李相侖飾演了憨厚陽光，勇於追求愛情的帥氣男孩楊浩夑一角。
2011年，在MBC古裝劇《夥伴》中，李相侖與千正明一同出演同一天出生的兩個男人由於偶然的巧合而命運互換的故事。 李相侖在該劇首次嘗試古裝角色，改變了往日溫暖形象，塑造了另類的角色類型。 《夥伴》收視率在同檔劇中排名領先。
2012年，在KBS週末劇《我的女兒㥠榮》中，李相侖迎來第一個真正意義的男主角，飾演溫暖深情，一直默默守護瑞英的完美國民好丈夫姜宇才。該劇收視率從第36集衝破40%收視率大關 ，大結局創下47.6%的記錄。 在2012年KBS演技大賞中，與搭檔李寶英獲得了最佳情侶獎。 與此同時也獲得了百想藝術大賞最佳男主角提名、“2013 APAN STAR AWARDS”大田電視劇節優秀男演員提名。由於對學業的執著，在拍攝完《我的女兒㥠榮》後，李相侖與經紀公司達成一致，決定重返首爾大學物理系的學習。
2013年，在MBC月火特別企劃劇《火之女神井兒》中，李相侖再次嘗試古裝角色，與文根英搭檔，飾演聰明霸氣，一往情深卻不能得償所愛的悲劇君王光海君。 2013年8月29日，《火之女神井兒》拍攝期間，休學或復學往返13年有餘的李相侖出席在首爾大學舉行的第67屆後期學位授予儀式上，順利畢業。
2014年，在SBS週末特別企劃劇《天使之眼》中，李相侖飾演對初戀無限執著癡情的魅力男人朴東柱，與具惠善一起演繹了一對經歷痛苦磨難但仍然保持最初純潔善良之心的情侶。
2014年，在電影《愛在聖塔芭芭拉》中，李相侖飾演男一號音樂導演政宇，與飾演廣告策劃人秀靜的尹珍瑞演繹了一個發生在美國的城市Santa Barbara（聖塔芭芭拉）的音樂導演和廣告策劃人之間的愛情故事。該劇7月17日首映。
2014年，在tvN電視劇《欺詐遊戲》中，李相侖飾演擁有精英頭腦的天才詐欺師車宇鎮，與金素恩、申成祿一起演繹一個有關金錢與欺詐的故事。該劇接檔《我的秘密飯店》，於10月20日首播。
2015年，李相侖客串出演KBS2新水木劇《不善良的女人們》，飾演一位top star。該劇於2月25日首播，李相侖出演的部分在3月4日的第三集播出。
2015年，李相侖新劇搭檔崔智友變身挑剔“教授”，確定將出演tvN電視台新劇《第二個二十歲》，李相侖在劇中飾演的是一名導演，同時也是藝校的教授。性格屬於自由奔放型，並且不計小節，但有些挑剔。接檔《Oh 我的鬼神大人》於8月末播出。
2016年4月7日，搭檔姜藝媛主演的懸疑驚悚片《來看我吧》正式上映，飾演為了製作試播節目而前去採訪火災事故的電視台PD羅南洙，這是李相侖第一次挑戰驚悚電影，展現犀利冷峻的一面，突破既有形象。
2016年5月，李相侖和金荷娜確定出演KBS電視台新劇《通往機場的路》，於2016年9月21日起播出。
2017年3月，再次搭檔李寶英主演SBS愛情懸疑劇《悄悄話》，飾演首爾地方法院法官李東俊。
2018年，與李聖經共同主演tvN電視台愛情劇《想要停止的瞬間：About Time》，飾演男主角李道河，他的演出獲得觀眾一致好評。
2019年10月28日，與張娜拉共同主演SBS新劇《VIP：她們的秘密》，飾演為一個本來幸福的老公，慢慢卻因為自己外遇而失去所有本來的幸福。
2020年1月10日，與徐章煇、Joy、車銀優、柳善皓等人作為固定成員共同出演《Handsome Tigers》。

## 影視作品

### 電視劇
| 年份   | 電視台   | 劇名                         | 角色                     | 備註     |
| ------ | -------- | ---------------------------- | ------------------------ | -------- |
| 2007年 | MBC      | 《空中情緣》                 | 金政民                   |          |
| 2007年 | KBS      | 《愛也好恨也好》             | 徐宇真                   |          |
| 2008年 | SBS      | 《神的天秤》                 | 金優彬                   | 主演     |
| 2008年 | MBC      | 《愛你，別哭》               | 張玄宇                   | 主演     |
| 2009年 | MBC      | 《向大地頭球》               | 張承宇                   | 主演     |
| 2010年 | SBS      | 《人生多美麗》               | 梁浩燮                   | 配角     |
| 2010年 | MBC      | 《快樂我的家》               | 姜辰宇                   | 配角     |
| 2011年 | MBC      | 《夥伴》                     | 貴童                     | 主演     |
| 2012年 | KBS      | 《我的女兒瑞英》             | 姜友才                   | 主演     |
| 2013年 | MBC      | 《火之女神井兒》             | 光海君                   | 主演     |
| 2014年 | SBS      | 《天使之眼》                 | 朴東柱                   | 主演     |
| 2014年 | tvN      | 《詐欺遊戲》                 | 夏宇真                   | 主演     |
| 2015年 | KBS      | 《不善良的女人們》           | 李相侖                   | 特別出演 |
| 2015年 | tvN      | 《第二個二十歲》             | 車賢錫                   | 主演     |
| 2016年 | KBS      | 《通往機場的路》             | 徐道宇                   | 主演     |
| 2017年 | SBS      | 《悄悄話》                   | 李東俊                   | 主演     |
| 2018年 | tvN      | 《想暫停的瞬間：About Time》 | 李道河                   | 主演     |
| 2019年 | SBS      | 《V.I.P》                    | 朴成俊                   | 主演     |
| 2020年 | KAKAO TV | 《都市男女的愛情法》         | 高慶九                   | 特別出演 |
| 2021年 | SBS      | 《One the Woman》            | 韓勝旭                   | 主演     |
| 2023年 | tvN      | 《潘多拉：被操縱的樂園》     | 表在賢                   | 主演     |
| 2023年 | Netflix  | 《绝世网红》                 | 受邀出席品牌时装秀的嘉宾 | 特别出演 |

### 電影
| 年份   | 片名               | 角色   | 備註 |
| ------ | ------------------ | ------ | ---- |
| 2007年 | 《色即是空2》      | 基柱   |      |
| 2014年 | 《愛在聖塔芭芭拉》 | 金正宇 |      |
| 2016年 | 《來見我》         | 羅南洙 |      |
| 2020年 | 《特務搞飛機》     | 李哲勝 |      |

### 话剧
| 年份   | 剧名       | 角色 | 備註   |
| ------ | ---------- | ---- | ------ |
| 2024年 | 《Closer》 | 莱利 | [ 29 ] |

## 綜藝節目
| 播出日期                      | 電視台 | 綜藝節目            | 備註                                      |
| ----------------------------- | ------ | ------------------- | ----------------------------------------- |
| 2017年2月3日－3月24日         | tvN    | 《Buzzer Beater》   |                                           |
| 2017年12月31日－2020年3月15日 | SBS    | 《家師父一體》      | 與李昇基、陸星材、梁世炯、申成祿共同主持  |
| 2020年1月10日－3月27日        | SBS    | 《Handsome Tigers》 | 與徐章勳、Joy、車銀優、柳善皓等人共同主持 |

## 獲獎列表
| 年份   | 頒獎典禮                   | 獎項                                   | 作品          |
| 2012年 | KBS演技大賞                | 最佳情侶獎 (與李寶英)                  | 我的女兒瑞英  |
| 2012年 | 第20屆大韓民國文化演藝大奬 | 電視劇人氣獎                           | 我的女兒瑞英  |
| 2016年 | KBS演技大賞                | 迷你劇部門 男子優秀演技賞              | 通往機場的路  |
| 2016年 | KBS演技大賞                | 最佳情侶獎 (與金荷娜)                  | 通往機場的路  |
| 2018年 | SBS演藝大賞                | 男子新人賞                             | 家師父一體    |
| 2019年 | SBS演藝大賞                | Show Variety類 優秀獎                  | 家師父一體    |
| 2019年 | SBS演技大賞                | 迷你劇部門 男子優秀演技獎              | VIP           |
| 2021年 | SBS演技大賞                | 迷你劇喜劇/羅曼史部門 男子最優秀演技獎 | One the Woman |

## 外部連結
- 李相侖的Instagram帳戶
- 李相侖在NAVER上的资料
- 李相侖在豆瓣上的资料（简体中文）
- 李相侖在互联网电影资料库（IMDb）上的資料（英文）